# Amt Babenhausen

Wappen der Grafschaft Hanau bis 1480

Wappen der Grafschaft Hanau-Lichtenberg seit 1606

Das Amt Babenhausen war ein Amt der Grafschaften Hanau, Hanau-Lichtenberg, der Landgrafschaft Hessen-Kassel, der Landgrafschaft Hessen-Darmstadt und des Großherzogtums Hessen.

## Funktion
In der Frühen Neuzeit waren Ämter eine Ebene zwischen den Gemeinden und der Landesherrschaft. Die Funktionen von Verwaltung und Rechtsprechung waren hier nicht getrennt. Dem Amt stand ein Amtmann vor, der von der Landesherrschaft eingesetzt wurde. 

## Geschichte

### Herkunft
Adelheid von Münzenberg, Tochter Ulrichs I. von Münzenberg, heiratete noch vor 1245 (das genaue Jahr ist nicht überliefert) Reinhard I. von Hanau. Als Heiratsgut brachte sie unter anderem das Amt Babenhausen mit, das seitdem zu Hanau gehörte. Hauptort des Amtes war die Stadt Babenhausen.

### In der Grafschaft Hanau

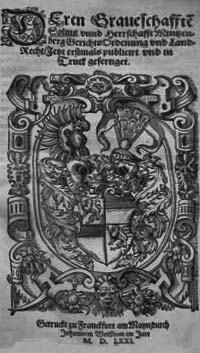
Solmser Landrecht, Titelblatt der Ausgabe von 1571

1275 leisteten Boppo und Rudolph von Wertheim, die offensichtlich Anteile am Schloss Babenhausen hatten, darauf zugunsten von Reinhard I. und Adelheid Verzicht.
1372 wurde das Amt Babenhausen dem König von Böhmen als Lehen aufgetragen. Das bedeutete, dass Hanau sein Eigentum an dem Amt auf Böhmen übertrug und Böhmen sogleich Hanau wieder damit belieh. Eine solche Rechtsverschlechterung konnte z. B. mit einer Geldzahlung oder Rechten an anderer Stelle ausgeglichen werden. Das Interesse Böhmens an diesem Lehen bestand darin, dass der König von Böhmen, der ja zugleich Kurfürst des Deutschen Reiches war, etwa eine Tagesreise vom Ort der Wahl (und später auch der Krönung) der deutschen Könige, in Frankfurt am Main, einen befestigten Platz erhielt. Dies war für eine sichere Reise zwischen Prag und Frankfurt wichtig.
Als hanauische Lehen an die Herren von Groschlag waren die Dörfer Hergershausen und Sickenhofen aus dem Amt Babenhausen vergeben, damit aber auch nicht mehr Bestandteil des Amtes.
Das Amt Babenhausen stellte das „Scharnier“ zwischen der Grafschaft Hanau-Münzenberg und der Grafschaft Hanau-Lichtenberg dar: 1458 wurde dem Onkel des erst 4 Jahre alten „regierenden“ Grafen Philipp I., dem Jüngeren, dem Grafen Philipp I., dem Älteren, entgegen der Primogeniturordnung des Hauses, gestattet zu heiraten, weil die Familie befürchtete, dass Philipp der Jüngere sterben könnte, bevor er einen Nachfolger zeugen konnte, der die Familie fortsetzte und sein Onkel dann vielleicht zu alt wäre, um noch Nachkommen zu zeugen. Damit Philipp der Ältere heiraten konnte, musste er entsprechend ausgestattet werden. Dazu wurde aus dem Amt Babenhausen für ihn eine Sekundogenitur gebildet, und er konnte anschließend durch Heirat und Erbschaft (1480) einen Teil der Herrschaft Lichtenberg im Elsass erwerben. Dies war der Grundstock für die Grafschaft Hanau-Lichtenberg. Die Stammlande führten zur Unterscheidung den Namen Hanau-Münzenberg.
Im Jahr 1521 schied die Grafschaft Hanau-Lichtenberg infolge des Landshuter Erbfolgekriegs aus dem Kondominat Umstadt aus und wurde dafür mit 12.000 fl. und den Orten Harpertshausen, Kleestadt, Langstadt und Schlierbach abgefunden. Diese Orte gehörten nun zum Amt Babenhausen.
Graf Philipp IV. von Hanau-Lichtenberg verfügte mit einer Verordnung vom 24. August 1579, dass das Solmser Landrecht auch für das Amt Babenhausen gelten solle. Das Gemeine Recht galt nur noch dann, wenn Regelungen des Solmser Landrechtes für einen Sachverhalt keine Bestimmungen enthielten. Das Solmser Landrecht behielt seine Geltung weiterhin als das Amt Babenhausen nach dem Erbfall von 1736 an Hessen fiel und auch als es im 19. Jahrhundert zum Großherzogtum Hessen gehörte. Das Solmser Landrecht wurde erst zum 1. Januar 1900 von dem einheitlich im ganzen Deutschen Reich geltenden Bürgerlichen Gesetzbuch abgelöst.

### Das Ende der Grafschaft Hanau
Als der Nachlass des Grafen Friedrich Casimir von Hanau zwischen dessen Erben, Graf Johann Reinhard III. und seinem älteren Bruder, Graf Philipp Reinhard, 1686 geteilt wurde, kam das Amt Babenhausen, später endgültig besiegelt durch einen Vertrag im Jahre 1691, zum Hanau-Münzenberger Landesteil.
Diese Stellung des Amts Babenhausen zwischen dem Hanau-Münzenberger und dem Hanau-Lichtenberger Landesteil führte schon im Vorfeld des Aussterbens des Hanauer Grafenhauses 1736 zum Streit zwischen den Erben der Grafschaft Hanau-Münzenberg, den Landgrafen von Hessen-Kassel, und den Erben der Grafschaft Hanau-Lichtenberg, den Landgrafen von Hessen-Darmstadt. Umstritten war, in welchen Erbteil das Amt Babenhausen nun fiel.
Johann Reinhard III. versuchte, die Position seiner Tochter Charlotte, die mit dem Erbprinzen Ludwig (VIII.) von Hessen-Darmstadt verheiratet gewesen war, und seines hessen-darmstädtischen Enkels, Erbprinz Ludwig IX. zu stärken. Hessen-Kassel erschien in dieser Frage zunächst auch kooperationsbereit. Darüber wurden verschiedene Vereinbarungen in den Jahren 1714, 1718 und 1720 geschlossen.
Jedoch bewirkte der Regierungsantritt des Landgrafen Friedrich I. 1730 in Hessen-Kassel eine Wende der Politik. Zunächst sicherte sich Landgraf Friedrich I. seine Hanauer Erbanwartschaft durch hessisches Militär (Buchsweiler Punktation vom 17. April 1730), das er nach Hanau verlegte, welches allerdings zu Lebzeiten des Grafen Johann Reinhard III. auf diesen vereidigt war. Um die Bindung des regierenden Landgrafen an die Zusagen aus den Verträgen von 1714, 1718 und 1720 zu umgehen, verzichtete Landgraf Friedrich I., der in Personalunion zugleich König von Schweden war und in Stockholm residieren musste, im Voraus zu Gunsten seines Bruders, des späteren Landgrafen Wilhelm VIII. von Hessen-Kassel, auf die Hanauer Erbanwartschaft. Seitens Hessen-Kassel behauptete man nun, die Verträge von 1714, 1718 und 1720 bänden nur den regierenden Landgrafen. Wilhelm (VIII.) dagegen könne nun unbelastet durch die Verträge und aufgrund des Erbvertrages von 1643 erben, was nach Meinung Hessen-Kassels auch das Amt Babenhausen einschloss.

### Die Erben
Nach dem Tod des Grafen Johann Reinhard III. von Hanau 1736 kam es fast zu einer kriegerischen Auseinandersetzung, als Hessen-Darmstadt die Orte Dietzenbach, Schaafheim und Schlierbach, und Hessen-Kassel mit dem ja schon sorgsam in Hanau stationierten Militär, den Rest des Amtes besetzte.
Die Auseinandersetzung konnte erst nach einem langjährigen Rechtsstreit vor den höchsten Reichsgerichten 1762 durch einen Vergleich (Celler Vertrag) beendet werden. Danach sollten Aktiva und Passiva sowie das Territorium des Amtes zu gleichen Teilen je zur Hälfte den beiden Landgrafschaften zufallen. Es dauerte noch neun weitere Jahre, bis alles so weit geklärt war, dass dies auch vollzogen werden konnte. In der Zwischenzeit wurde das Amt als Kondominat zwischen den beiden Landgrafschaften verwaltet. 1771 Kam es schließlich zum sogenannten Partifikationsrezess, der die Realteilung des Amtes durchführte. Danach fielen
- an Hessen-Darmstadt die Orte Altheim, Dietzenbach, Harpertshausen, Schaafheim und Schlierbach. Hessen-Darmstadt gliederte diese Orte seinem Amt Schaafheim ein.
- Hessen-Kassel formierte aus den Teilen des Amtes, die es aus dem Vergleich erhalten hatte, das Amt Babenhausen neu. 1810 wurde es dann dem Großherzogtum Hessen, zu dem Hessen-Darmstadt inzwischen avanciert war, zugeschlagen.

1806 kam das Amt Babenhausen unter französische Verwaltung, da Frankreich das Kurfürstentum Hessen besetzte, weil es sich weigerte, dem Rheinbund beizutreten. Am 11. Mai 1810 schlossen das Großherzogtum Hessen und Frankreich einen Staatsvertrag mit dem Frankreich Gebiete, die es 1806 Kurhessen abgenommen hatte, an das Großherzogtum weiter gab. Der im Mai geschlossene Vertrag wurde von Napoléon aber erst am 17. Oktober 1810 unterschrieben. Das hessische Besitzergreifungspatent datiert vom 10. November 1810 und umfasste auch das Amt Babenhausen.
1821 kam es zu einer Justiz- und Verwaltungsreform, mit der auch die Trennung der Rechtsprechung von der Verwaltung auf unterer Ebene umgesetzt wurde. Die Ämter wurden aufgelöst, ihre Aufgaben hinsichtlich der Verwaltung neu gebildeten Landratsbezirken, die erstinstanzliche Rechtsprechung Landgerichten übertragen. Die bisherigen Aufgaben des Amtes Babenhausen wurden hinsichtlich der Verwaltung dem Landratsbezirk Seligenstadt, die Aufgaben der Rechtsprechung dem Landgericht Steinheim übertragen. 1835 wurde das Amtsgericht ebenfalls nach Seligenstadt verlegt. Ausgenommen von dieser Regelung waren Kleestadt und Langstadt. Sie wurden dem Landratsbezirk Dieburg und dem Landgericht Umstadt zugeordnet.
Schon 1832 wurden die Landkreise Seligenstadt und Offenbach zum Kreis Offenbach zusammengelegt. 1852 kamen dann Babenhausen, Harreshausen, Sickenhofen und Hergershausen zum Landkreis Dieburg.

## Bestandteile
Zum Amt Babenhausen zählten also – zum Teil auch nur zeitweilig – die Orte und Gebiete:
- Altdorf (Wüstung)
- Altheim (ab 1527 insgesamt zu Hanau)
- Babenhausen (Stadt)
- Dietzenbach
- Dudenhofen
- Giegesheim[6]
- Hainhausen
- Harpertshausen: 1521 aus dem Kondominat Umstadt für das Ausscheiden Hanaus überlassen
- Harreshausen
- Hergershausen, hanauisch, aber Lehen an Groschlag
- Hildenhausen (Wüstung)
- Kleestadt: 1521 aus dem Kondominat Umstadt für das Ausscheiden Hanaus überlassen
- Langenbrücken (Wüstung)
- Langstadt: 1521 aus dem Kondominat Umstadt für das Ausscheiden Hanaus überlassen
- Schaafheim: 1521 nach dem Ausscheiden Hanaus aus dem Kondominat Umstadt ging der Anteil der Zehnt, der Kurpfalz zustand, als Kompensation nun vollständig an Hanau
- Schlierbach: 1521 aus dem Kondominat Umstadt für das Ausscheiden Hanaus überlassen
- Sickenhofen, nicht hanauisch, sondern Lehen an Groschlag
- Zell

## Herrschaft Babenhausen
Die Herrschaft Babenhausen ist nicht identisch mit dem gleichnamigen Amt. Zwar wurde die Herrschaft Babenhausen von Babenhausen aus verwaltet, zu ihr gehörten aber eine Reihe von Rechten, Berechtigungen und Anteilen in der Umgebung, die nicht zum Amt Babenhausen gerechnet wurden.

## Babenhäuser Mark
Bestandteil des Amtes Babenhausen, aber mit besonderer Rechtsstellung ausgestattet, die in einem Märkerweistum von 1355 zusammengefasst war, ist die Babenhäuser Mark. Zu ihr zählten (in der alten Schreibweise dargestellt):
- Altdorff
- Babinhusen
- Epprechteshusen
- Hadershusen
- Hergershausen
- Hildenhusen (wüst) (ab 1559 nicht mehr dazu, da wüst gelegen)
- Langenbrocken (wüst) (ab 1559 nicht mehr dazu, da wüst gelegen)
- Sickenhofen

„Obermärker“, also Vorsteher dieser Markgenossenschaft, waren der Graf von Hanau, der Senior der Herren von Groschlag und der Abt des Klosters Seligenstadt. Das Märkerding trat einmal im Jahr auf dem Marktplatz von Babenhausen zusammen. Auch das Markgericht trat einmal im Jahr zusammen. Die Babenhäuser Mark wurde 1818 aufgelöst.

## Beamte
- [1536–1547] Eberhard von Babenhausen[7][8]
- [1552] Kaspar Knebel von Katzenelnbogen[9]
- [1555] Thamm Knebel von Katzenelnbogen[10][11]
- [1557] Hans Eitel von Carben[12]
- [1787] Joh. Friedrich Ringhöbel (Amtmann)[13]